# Kunegunda Czeska
Kunegunda Czeska (cz. Kunhuta Přemyslovna) (ur. styczeń 1265, zm. 27 listopada 1321), królewna czeska, siostra króla czeskiego Wacława II, księżna mazowiecka (1291–1302), 
Była córką Przemysła Ottokara II, króla Czech i jego drugiej żony Kunegundy, córki kniazia halickiego Rościsława Michajłowicza i Anny Arpadówny.
22 listopada 1276 roku zawarty został traktat pokojowy pomiędzy Przemysłem Ottokarem II a Rudolfem I, królem Niemiec. Jednym z jego warunków było zawarcie małżeństwa pomiędzy córką Przemysława i synem Rudolfa. W grę wchodziła tylko Kunegunda. Została ona zaręczona z Hartmanem, synem Rudolfa I.
Po zerwaniu zaręczyn 8 września 1277 wstąpiła powróciła do klasztoru klarysek w Pradze. Pozostała w nim aż do dnia, w którym jej brat Wacław II ją odebrał i wydał za mąż za księcia Bolesława mazowieckiego. Dokonując takiego wyboru Wacław kierował się względami politycznymi, zwłaszcza że sytuacja polityczna była wówczas bardzo skomplikowana.
Mianowicie po śmierci Leszka Czarnego (30 IX 1288), rycerstwo krakowsko-sandomierskie ofiarowało rządy Bolesławowi Mazowieckiemu, natomiast mieszczaństwo krakowskie porozumiało się z Henrykiem IV Prawym. Doszło do wojny domowej, w której Bolesława popierał między innymi Władysław Łokietek. Z kolei po śmierci Henryka IV (23 VI 1290), Wacław wystąpił przeciwko Łokietkowi z pretensjami do Małopolski. 
Wtedy to zapewne doszło do porozumienia się króla czeskiego z Bolesławem Mazowieckim. W zaistniałej sytuacji korzystne było dla Wacława pozyskanie księcia mazowieckiego. Ślub Bolesława z Kunegundą zawarty został w 1291. Małżeństwo to pozwoliło obu stronom zabezpieczyć się przed wzajemnymi roszczeniami, zwłaszcza że Wacławowi udało się w 1291 roku opanować Kraków.
Kunegunda była drugą żoną Bolesława. Z pierwszą żoną Gaudemundą Zofią Litewską (? - 1288), Bolesław doczekał się dwóch synów: Siemowita (1283–1345) i Trojdena (1284/1286–1341) oraz córki Anny, żony księcia Władysława legnickiego. 
Dla Bolesława małżeństwo z siostrą króla czeskiego było wzmocnieniem pozycji. W roku następnym wspomógł on nawet szwagra w rozprawie ze swoim dotychczasowym sprzymierzeńcem, Władysławem Łokietkiem podczas oblężenia Sieradza. 
Ostatecznie sojusz mazowiecko-czeski nie przetrwał próby czasu. 11 października 1294 zmarł książę czerski Konrad II, starszy brat Bolesława, zostawiając właśnie jemu całość swojego dziedzictwa. Wzmocniony w ten sposób książę zerwał poprawne dotąd stosunki z Czechami i związał się ponownie z Łokietkiem. 
Nieprzyjazna polityka względem Czech ściągnęła w 1300 na Mazowsze wyprawę Wacława, która jednak poza zniszczeniem okolic Płocka nie zmusiła Bolesława do kolejnej zmiany kursu politycznego. Świadczyć o tym może fakt nieuznania koronacji Wacława II na króla Polski oraz odesłanie Kunegundy do Pragi. 
22 lipca 1302 odnotowano wstąpienie Kunegundy do benedyktynek klasztoru Św. Jerzego na zamku praskim, zatem tuż przed tą datą musiała ona opuścić męża. 19 września 1302 osiągnęła w tymże klasztorze godność opatki, którą piastowała do śmierci.
Kunegunda sporządziła 19 listopada 1321 testament, a zmarła 27 listopada 1321 i została pochowana w klasztorze w którym spędziła swoje ostatnie lata życia.
Z małżeństwa Bolesława Mazowieckiego i Kunegundy Czeskiej pochodziło dwoje dzieci:
- Wacław (ok. 1293–1336), (książę płocki od 1313 r.)
- Eufrozyna (1292–1328/1329), żona Władysława I, księcia oświęcimskiego

Niegdyś uważano, że z tego związku pochodziła także Berta (przed 1299 – po 1311), mniszka w klasztorze benedyktynek pod wezwaniem św. Jerzego w Pradze.

## Genealogia
| 4. Wacław I Przemyślida (ok. 1205 - 1253) król Czech w l. 1230-1253                                 |  |                                                                                 |  |  |                                    |
| |  | 2. Przemysł Ottokar II (1230–1278) król Czech w l. 1235–1278                    |  |  |                                    |
| 5. Kunegunda Hohenstauf (1200-1248) córka króla Niemiec i księcia Szwabii Filipa Szwabskiego        |  |                                                                                 |  |  |                                    |
| |  |                                                                                 |  |  | 1. Kunegunda Czeska (Przemysłowna) |
| 6. Rościsław Michajłowicz (1225 - 1262) kniaź halicki, ban serbskiej Maczwy i Slavonii              |  |                                                                                 |  |  |                                    |
| |  | 3. Kunegunda Halicka (Węgierska) (1245–1285) księżniczka halicka, królowa Czech |  |  |                                    |
| 7. Anna Arpadówna (Węgierska) (1226/1227 - po. 1270) córka króla Węgier, Beli IV z dynastii Arpadów |  |                                                                                 |  |  |                                    |
| |  |                                                                                 |  |  |                                    |

## Literatura
- Oswald Balzer, Genealogia Piastów, wyd. II, Kraków 2005, ISBN 83-918497-0-8.
- Włodzimierz Dworzaczek, Genealogia, Warszawa 1959.
- Jasiński K., Rodowód Piastów mazowieckich, Poznań-Wrocław 1998.
- Jadwiga Szymczak, Genealogia Przemyślidów z przełomu XIII i XIV wieku spokrewnionych z Piastami, Acta Universitatis Nicolai Copernici, Historia, t. 8, 1973.